# Christopher Alexander Komm
Christopher Alexander Komm (* 19. Mai 1985 in Delmenhorst) ist ein deutscher Sänger, Schauspieler und Fotograf.

## Leben
Christopher Alexander Komm wurde als Sohn einer Kinderkrankenschwester und eines Technikingenieurs in Delmenhorst in Niedersachsen geboren. Durch einen folgenschweren Unfall mit sechs Jahren, bei dem er fast sein linkes Bein verlor, war er gezwungen, die nächsten zehn Jahre im Rollstuhl, an Krücken oder mit einer Vollbeinschiene zu verbringen. Die Prognose der Ärzte war negativ, er sollte nie wieder richtig laufen können. Heute jedoch ist er wieder völlig gesund.

### Musik und Schauspiel
In früher Kindheit hörte er Soul und Jazzmusik und sang in Kirchen- und Gospelchören und adaptierte die Art ihres Gesangs.
Im Alter von 13 Jahren begleitete er eine Freundin zum Gesangsunterricht und wurde von dem Gesangslehrer und Schauspielcoach Michael Müller entdeckt, der ihn (wie auch schon zuvor Sarah Connor – mit der er bis heute befreundet ist, Tim Fischer und die Mitglieder von Touché) in den folgenden Jahren gesanglich und schauspielerisch ausbildete. Es folgten diverse Auftritte in Theater/Musical/Kurzfilmproduktionen wie Facets, Entliebt, Freunde, Bye Bye Birdie Bye, Bye Birdie, Into the Woods, Im weißen Rößl sowie die Aufnahme an der Fame-Academy, für die er als einer von 16 unter 4.500 Bewerbern ausgewählt wurde. Nach erfolgreichem Abschluss bekam er als 19-Jähriger den ersten Plattenvertrag.
Gemeinsam mit seinen Bandkollegen von Become One trat er nachfolgend in einigen Shows auf. Nachdem Komm 2004 die Band verlassen hatte, begann er ein Studium an der Stage School Hamburg, um sich in den Bereichen Tanz, Schauspiel und Gesang weiter zu bilden. Bereits während seiner Zeit auf dieser Schule konnte er einige weitere Engagements verzeichnen, wie zum Beispiel bei der Benefizveranstaltung LIEBE DAS LEBEN (Die Hamburger Nacht gegen AIDS) zusammen mit Anna Maria Kaufmann, Michael Smallwood und Lucie Voelcker, mit der er später auch das Off-Musical Gabrieles-Universum aufführte.
Seit 2009 studiert er am Special Coaching Actors Studio - Kristiane Kupfer in Berlin und arbeitet in London an einem neuen Musical.
Er arbeitet heute unter dem Namen „Topper Komm“ als Fotograf.
In Staffel 19 von Germany’s Next Topmodel war er die Begleitperson von Linus Weber.
Heute lebt Komm in Berlin und Hamburg.

## Plattenveröffentlichungen

### Singles
als Solokünstler
- 2003: Every Breath You Take – BMG
- 2003: Don’t Let the Sun Go Down On Me – BMG

mit Become One
- 2003: Don’t Need Your Alibis – BMG
- 2004: Come Clean – BMG

### Alben
mit Become One
- 2004: One

## Film/Fernsehen

### Film/TV
- 2011: Gute Zeiten, schlechte Zeiten, GRUNDY UFA, Regie: Frank Hain
- 2012: Nur eine Nacht, RELEVANT F!LM, Regie: Thorsten Näter
- 2012: Die Eiskönigin, Sat1, Volkmar Sering
- 2013: SOKO 5113, ZDF, Jorgo Papavassiliou
- 2015: Mein Nachbar der Teufel, Sat1, Andy Klein

### Kurzfilme
- 2008: Facets, Kurzfilm, Regie: Adrian Norris
- 2009: Entliebt, Kurzfilm, Regie: Tan
- 2009: Freunde, Kurzfilm, Regie: Tan
- 2010: Liebe auf Umwegen, Kurzfilm, Regie: Tristan Ladwein
- 2011: Loft, Kurzfilm, Regie: Heiko Aufdermauer
- 2011: Sailor & Lu, Kurzfilm, Regie: Heiko Aufdermauer
- 2013: Revolve, Kurzfilm, Regie: Andreas Olenberg

### Musikvideos
- 2003: Don’t Need Your Alibis, BecomeOne
- 2004: Come Clean, BecomeOne

### Theater
- 1998: Bye Bye Birdie Bye, Bye Birdie, Theater Kleines Haus (Delmenhorst), Rolle: Ensemble
- 1999: Im weißen Rößl, Theater Kleines Haus (Delmenhorst), Rolle: Piccolo
- 2001: Bring Back Birdie, Theater Kleines Haus (Delmenhorst), Rolle: Dancing Kid
- 2003: Into the Woods, Theater Kleines Haus (Delmenhorst), Rolle: Cinderellas Prince / Wolf
- 2005: LIEBE DAS LEBEN, Die Hamburger Nacht gegen AIDS, Kampnagel, Hamburg, Rolle: Solist
- 2006–2007: Gabrieles Universum, Café Keese, Hamburg, Rolle: Johnny